# Ravna, Srbija
Ravna (izvirno srbsko Равна) je naselje v Srbiji, ki upravno spada pod Občino Knjaževac; slednja pa je del Zaječarskega upravnega okraja.

## Demografija
V naselju živi 236 polnoletnih prebivalcev, pri čemer je njihova povprečna starost 59,1 let (56,2 pri moških in 61,6 pri ženskah). Naselje ima 108 gospodinjstev, pri čemer je povprečno število članov na gospodinjstvo 2,33.
To naselje je, glede na rezultate popisa iz leta 2002, večinoma srbsko, a v času zadnjih treh popisov je opazno zmanjšanje števila prebivalcev.
|  |

| Demografija | Demografija     | Demografija     |
| Leto        | Št. prebivalcev | Št. prebivalcev |
| ----------- | --------------- | --------------- |
|             |                 |                 |
|             |                 |                 |
|             |                 |                 |
|             |                 |                 |
| 1948        | 717             |                 |
| 1953        | 717             |                 |
| 1961        | 694             |                 |
| 1971        | 594             |                 |
| 1981        | 440             |                 |
| 1991        | 334             | 332             |
| 2002        | 254             | 252             |
|             |                 |                 |

| Etnična sestava po popisu iz leta 2002 | Etnična sestava po popisu iz leta 2002 | Etnična sestava po popisu iz leta 2002 | Etnična sestava po popisu iz leta 2002 | Etnična sestava po popisu iz leta 2002 |
| -------------------------------------- | -------------------------------------- | -------------------------------------- | -------------------------------------- | -------------------------------------- |
| Srbi                                   | Srbi                                   |                                        | 248                                    | 98,41%                                 |
| Bolgari                                | Bolgari                                |                                        | 2                                      | 0,79%                                  |
| Črnogorci                              | Črnogorci                              |                                        | 1                                      | 0,39%                                  |
| Neznano                                | Neznano                                |                                        | 1                                      | 0,39%                                  |